# Uralochka Zlatoust
Uralochka Zlatoust é um clube de polo aquático da cidade de Zlatoust, Rússia.

## História
O clube foi fundado em 1985. 

## Títulos
- Liga Russa Feminina de Polo aquático
  - 1992, 1999, 2000, 2001, 2002